# Чарлі Чан у Панамі
Чарлі Чан у Панамі (англ. Charlie Chan in Panama) — американський пригодницький трилер режисера Нормана Фостера 1940 року.

## Сюжет
Інспектор Чан розшукує диверсанта, який приєднався до групи мандрівників. 

## У ролях
- Сідні Толер — Чарлі Чан
- Джин Роджерс — Кеті Ленеш
- Лайонел Етуїлл — Клівден Комптон
- Мері Неш — міс Дженні Фінч
- Віктор Сен Юнг — Джиммі Чан
- Кейн Річмонд — Річард Кебот
- Кріс-Пін Мартін — сержант Монтеро
- Лайонел Ройс — доктор Рудольф Гроссер
- Хелен Еріксон — стюардеса
- Джек Ла Ру — Маноло
- Едвін Стенлі — губернатор Вебстер
- Дональд Дуглас — капітан Левіс
- Френк Пулья — Ахмед Халід
- Еддісон Річардс — Годлі
- Едвард Кін — доктор Фредерікс

## Ланки
- Charlie Chan in Panama на сайті American Film Institute Catalog[en] (англ.)
- Чарлі Чан у Панамі на сайті IMDb (англ.)
- Чарлі Чан у Панамі на TCM Movie Database (англ.)